# Barri Clémenceau
El barri Clémenceau és un barri de la ciutat de Perpinyà.

## Situació
El barri és pròxim del nucli urbà i és compost per molt immobles Art déco.

## Edificis notables
El barri té molts edificis notables, entre els quals:
- Hotel Tivoli
- 56 Passejada Georges Clémenceau
- 8 Carrer Pierre Rameil
- 11 Carrer Pierre Rameil
- 4 Carrer Rouget de l'Isle
- 6 Carrer Gustave Flaubert

## Galeria

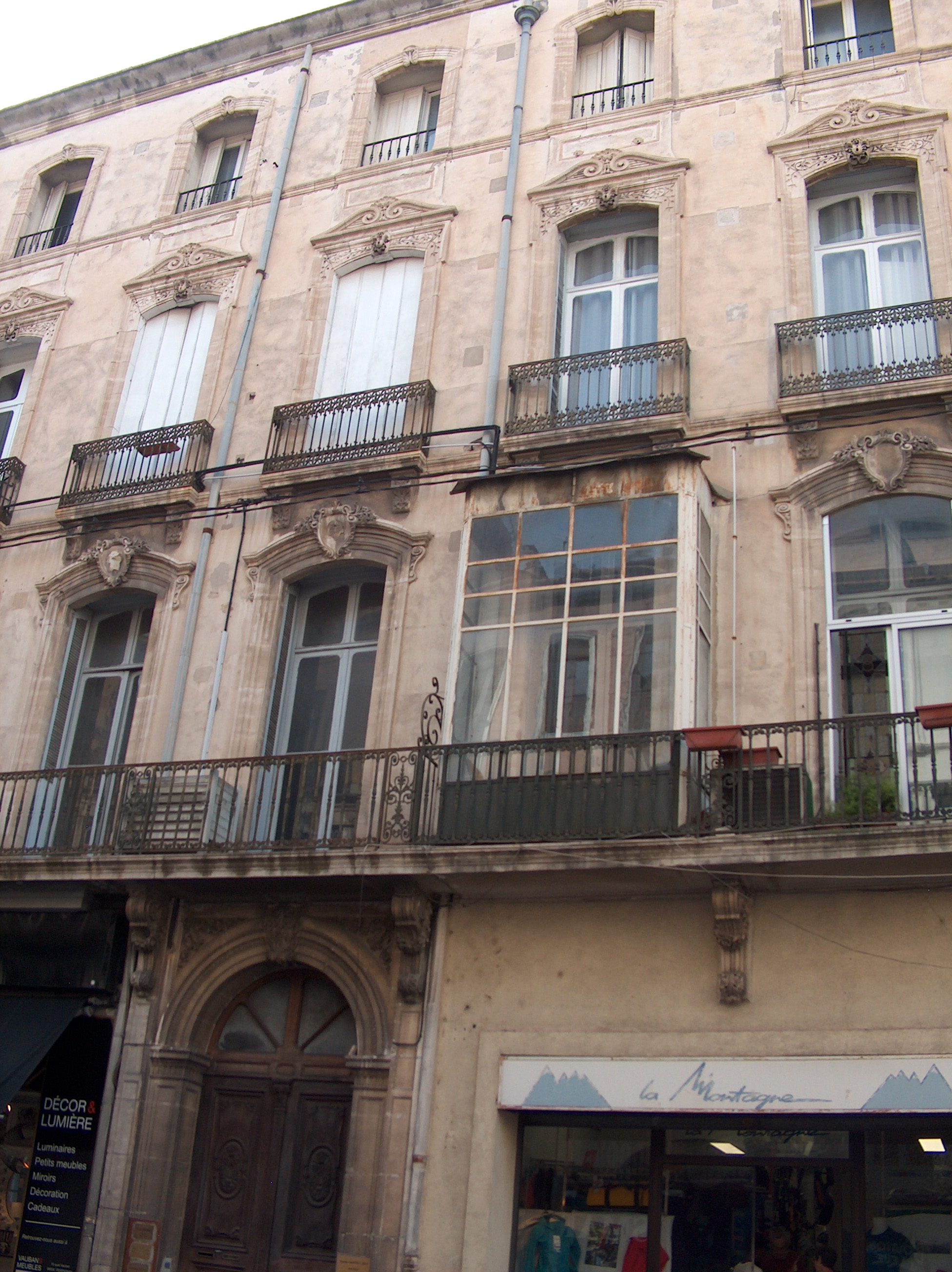
2 carrer de la República
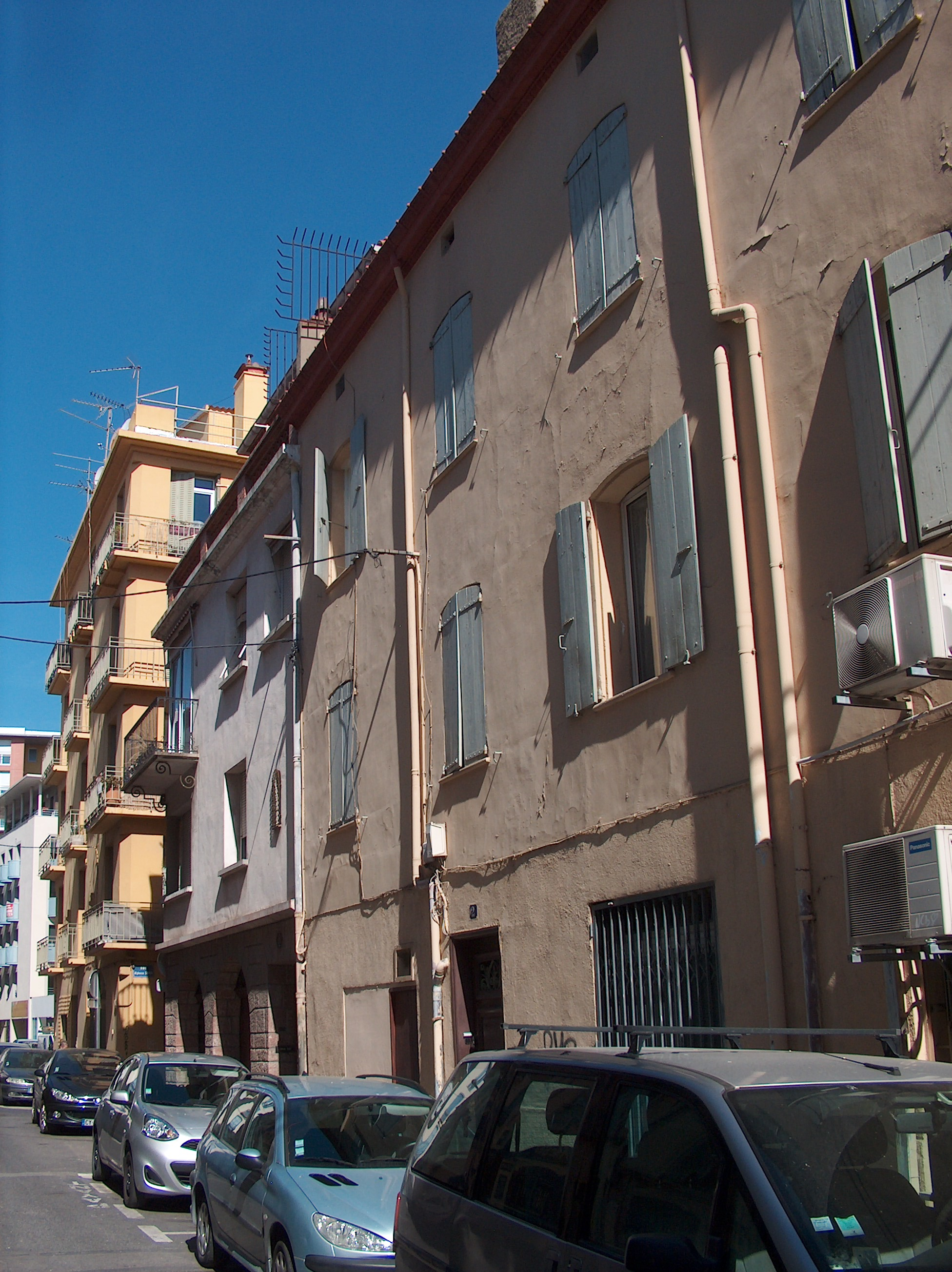
carrer del mercat del bestiar
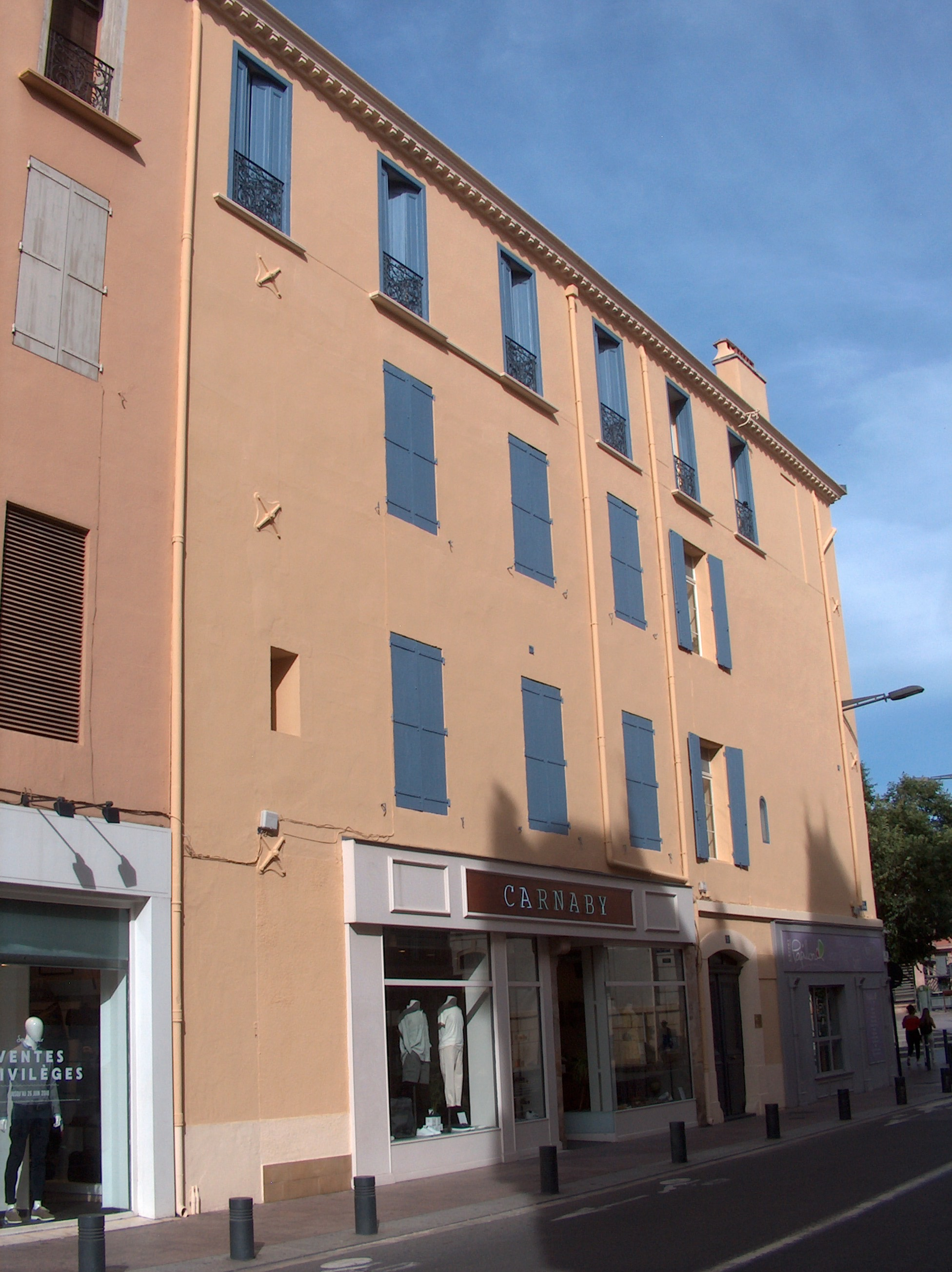
2 carrer del 4 de setembre.
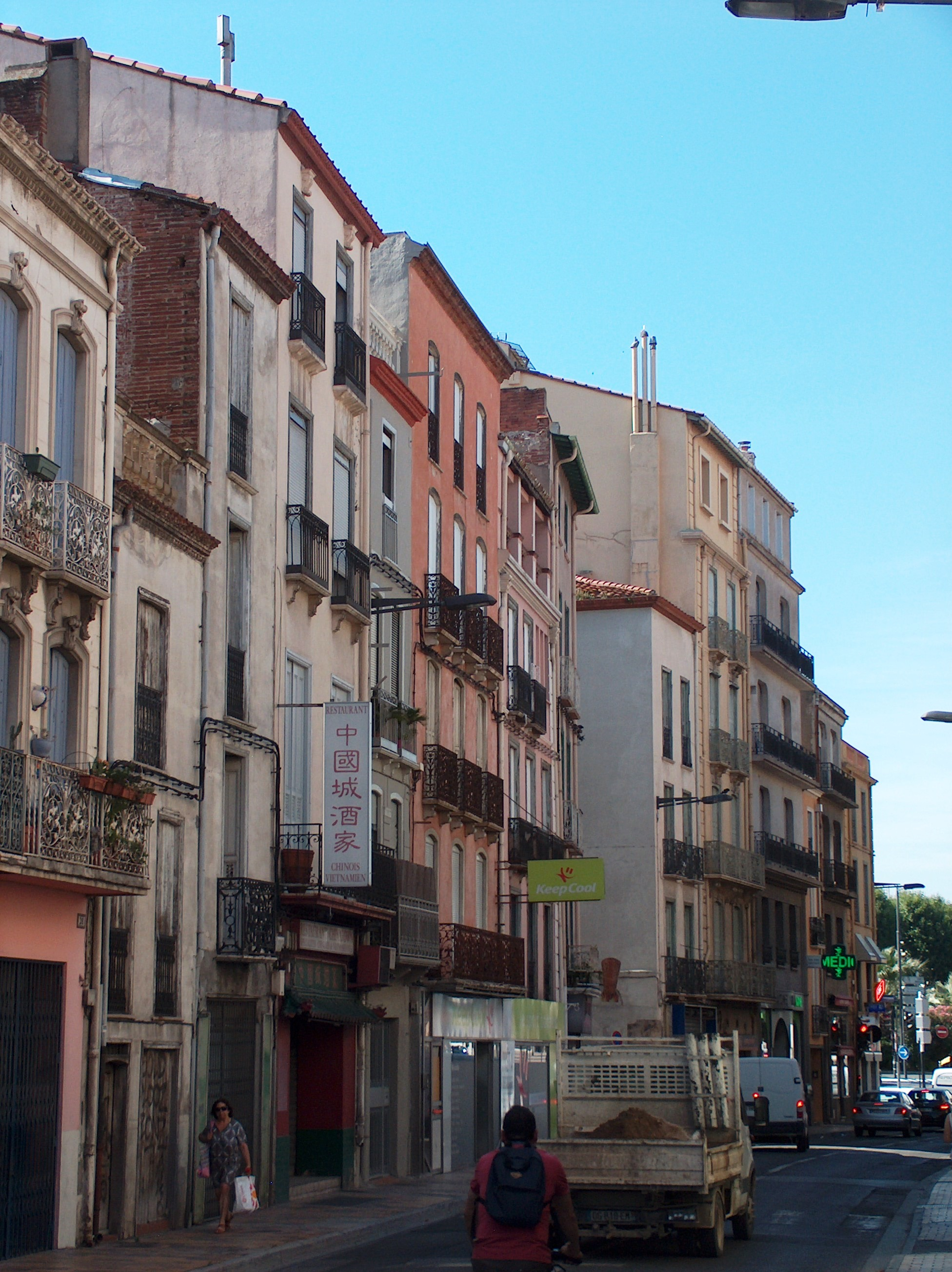
carrer Joan Payrà
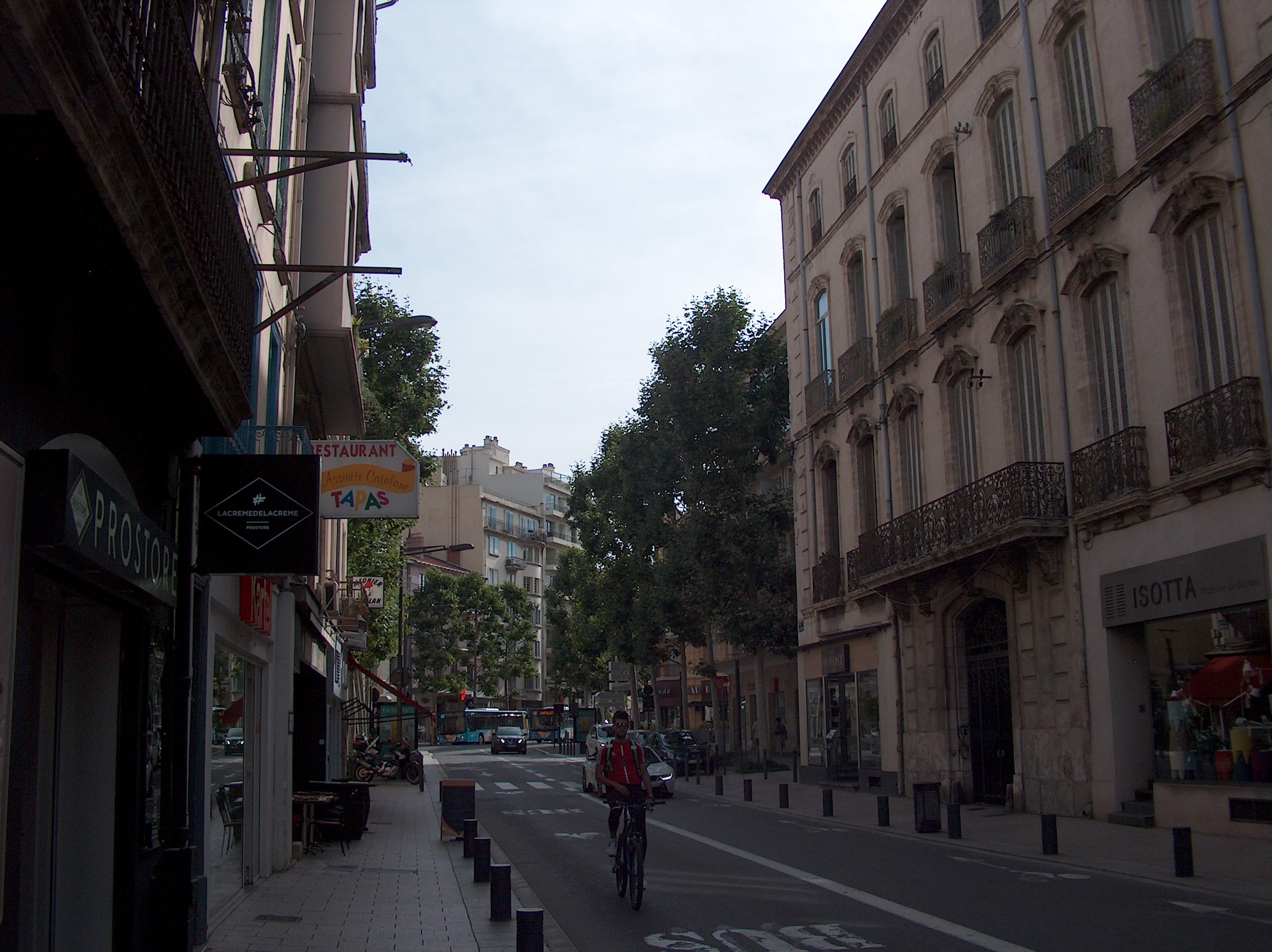
carrer de la República cap a Plaça Joan Payrà